# Hadriánovy paměti

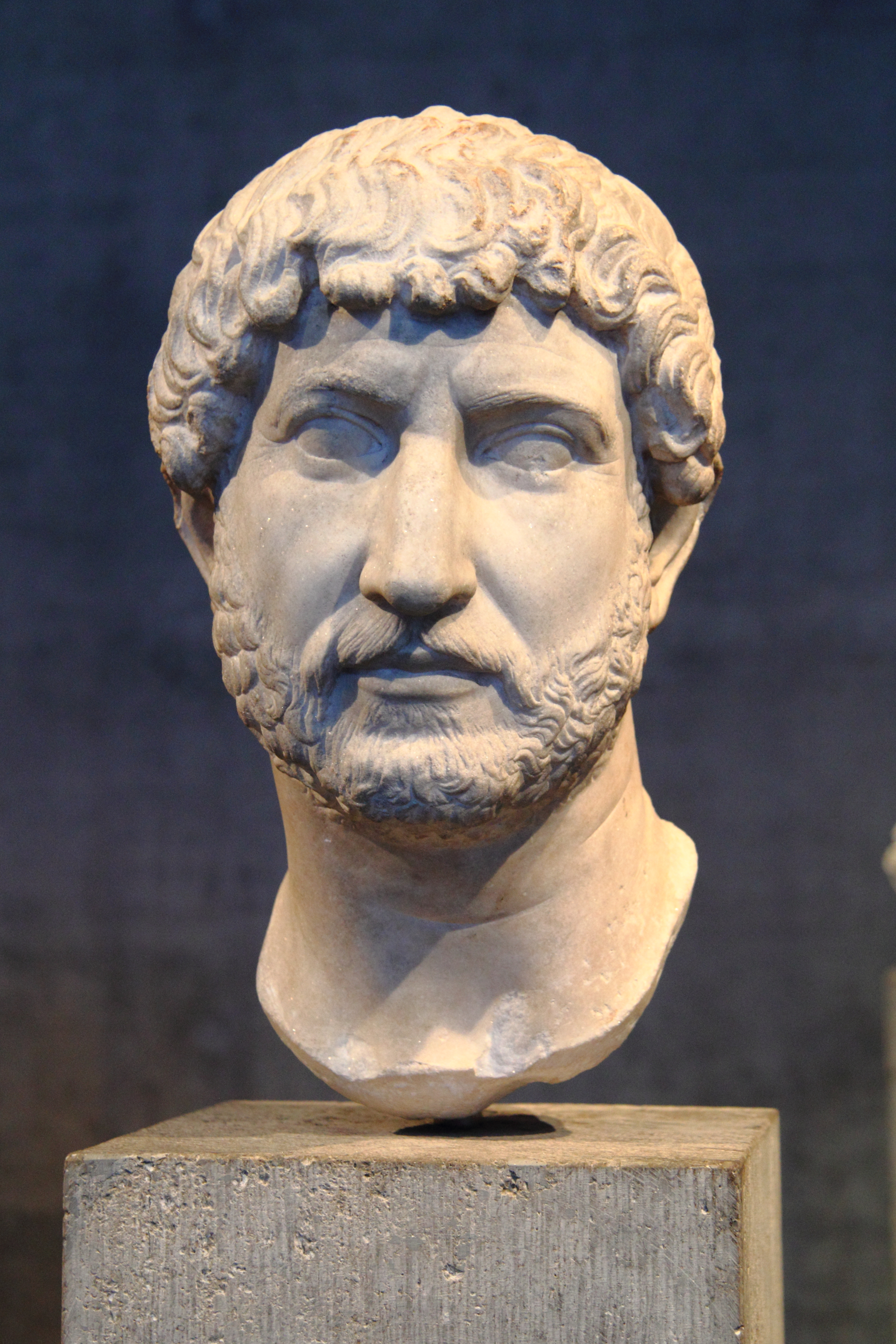
Busta římského císaře Hadriana

Hadriánovy paměti (francouzsky Mémoires d’Hadrien) jsou fiktivní paměti císaře Hadriána, nejznámější dílo z pera spisovatelky Marguerite Yourcenarové. Kniha vyšla v roce 1951. Inspiraci autorka získala na svých cestách po Řecku a Itálii. Dílo je napsáno v ich-formě, umírající císař Hadrián adresuje svému budoucímu nástupci Marcu Aureliovi celkem 6 dopisů, ve kterých se ohlíží za svým dosavadním životem.
Do češtiny přeložila Marie Veselá-Janů v roce 1971. Český překlad byla vydána v nakladatelství Odeon.

## Děj

### Animula vagula blandula
V prvním dopise s názvem Animula vagula blandula vzpomíná umírající císař na dny, kdy neměl žádné zdravotní potíže a mohl se aktivně hýbat. Je mu diagnostikována vodnatelnost, trpí záchvaty dušnosti a cítí, že se jednoho dne udusí. Ještě zvládá vládnout, ale jeho život se blíží ke konci. Začíná bilancovat nad svým životem, a proto ho vypráví Marcovi. 

### Varius Multiplex Multiformis
Druhý dopis nazvaný Varius Multiplex Multiformis je věnován Hadriánovu hispánskému původu a dětství, studiích a oblibě v klasickém Řecku, zejména Athénách, které ho doslova uchvátily. Jeho otec byl senátorem v Římě, tuto funkci Hadrián zdědil. Chtěl být vojákem, mít moc a slávu. V armádě se zúčastnil mnoho výprav (barbarské území, Egypt, Babylon a další), byl úspěšným velícím důstojníkem oblíbeným mezi vojáky. Byl v okruhu nejbližších císaře Traiana, který ho po mnoha letech adoptoval a ustanovil ho budoucím císařem. Traianova žena císařovna Plotina se stala dobrou přítelkyní a platonickou láskou Hadriána. 

### Telltabius slita
Dopis Telltabius slita zahrnuje císařské počátky Hadriana, vyjednání mírových dohod, otevření obchodních cest s Indií a snaha o urovnání sporů mezi Řeky a Židy. Vyrovnával se s dobyvačnou politikou Traiana a vzpourami plynoucí ze změny na císařském stolci. Od nástupu ho doprovází kaňka na mírové politice, a to zavraždění 4 senátorů bez soudů jeho věrným společníkem. Velmi cestoval po celé římské říši, v Římě stanovena a vychována úřednická elita v tzv. císařskou radu, která spravovala říši z Říma. Hadrián byl známý pro svou výbornou fyzickou kondici, inteligenci a láskou k umění. Své zkušenosti z armády přenesl do vlády, byl si vědom svého poslání. Opravoval významné stavby, pomníky, vodovody, cesty a hranice (od Germánie po Británii postaven Hadriánův val, jako obrana řeky Rýn). Za jeho vlády vzkvétala Gallie a Hispánie. Dbal na krásu krajiny a měst, chtěl krásná města, jako místa setkání, ukázku blahobytu, míru a majestátnosti. Umění chápal jako prostředek záchrany svého odkazu. U obyvatelstva byl brán za Boha dělajícího zázraky, věřilo se, že jeho dotek může vyléčit.

### Saeculum aureum
Čtvrtá část Saeculum aureum je věnována vztahu Hadriána s Antinoem, chlapcem, kterého si císař dovezl z Bithynie do Řecka a posléze Říma. Císař se věnoval umění, mystériím a klasické řecké kultuře. Povolil svému příteli filozofovi sebevraždu, i když k samotnému aktu má své výhrady. Počátky postavení Pantheonu, chrámu všech Bohů. Cestoval po Itálii společně s Antinoem a Luciem, chlapci, kteří byli jako synové pro císaře. Manželka nerada cestovala, ale jela do Egypta také. Tam se na popud špatné věštby Antinoos obětoval ve 20 letech a spáchal sebevraždu, což Hadriána nadosmrti velmi zasáhlo a ovlivnilo. Nikdy se z toho nevzpamatoval, viděl v Antinoovi svého nástupce. V Egyptě založil město Antinoe. 

### Disciplina augusta
Pátý dopis z období Hadriánových reforem a obliby v literatuře a filozofování. Dal sepsat historii do kronik, sám začal být literárně činný. Pokusil se o pochopení a vyřešení otázek mezi Řeky a Židy, protože situace v Jeruzalémě eskalovala, kdy se tamější povstání proměnilo ve válku, bránili se statečně, ale Jeruzalém zapálen a povstalci v Palestině popraveni. V Jeruzalémě nejdříve zakázáno židovské náboženství a zvyky, až byli Židé vykázáni z Izraele. Provincie Judea byla přejmenována na Palestinu. Zde se objevily první znaky nemoci, měl záchvat dušnosti. Adoptoval Lucia, ten chvíli vládl, ale poté zemřel, dalším nástupcem vyvolen padesátiletý Antonius, vynikající úředník a dobrý pán. Ten také umírá a volba padne na Marca Aurelia, pětiletého chlapce, kterého Antonius adoptoval, stal se Hadriánovým vnukem.

### Patientia
Poslední dopis Patientia píše Hadrián na smrtelném lóži, unavený a toužící umřít důstojně. Přijal svůj úděl, staral se o své panství, pozoroval svůj vlastní konec, léky neúčinkovali, zemřel v klidu v okolí svých blízkých. Patienta je poslední heslo, které se objevilo na ražbách mince. 

## Prameny inspirace
Autorka primárně vycházela z historických pramenů, mezi dva hlavní patří Dějiny Říma od řeckého historika Dióna Cassia (zde samostatná kapitola o Hadriánovi) a dílo Vita Hadriani latinského kronikáře Spartiana. Dále vycházela i z osobní císařovy korespondence a jeho listin a ostatní mladší sekundární literatury tohoto tématu.
Pro dokreslení hlavních rysů Hadriána byly přidány postavy, které nejsou historicky doložené. Při historicky sporných situacích se autorka přiklání k nejreálnějším hypotézám historiků.

## Interpretace
Císař Hadrián píše své paměti pro nástupce (Marca Aurelia), aby ho Aurelius lépe poznal, převzal jeho rady a vyvaroval se jeho chyb. Zároveň dílo slouží jako otevřený proces sebeanalýzy a sebedefinice pro samotného Hadriána. Pro dosažení nejpřesnějšího obrazu lidského života vyprávění mísí skutečnost, potencionalitu a iluzi. Autorka má tendenci kombinovat popis postav a historickou kauzalitu.
Hadrián se stává ztělesněním ideálů lidské svobody a harmonie, které odráží v realizaci římské kultury (stavby, sochy, mince, města…). Své filozofické, náboženské a morální pravdy šíří masovou komunikací.  
Jedním z osudových momentů v životě císaře byla smrt milovaného Antinoa, která je pro Hadriána nepochopitelná. Snaží se vytvořit Kult Antinoa (pojmenuje po něm město Antinoe), ztotožňuje ho s bohem Adónisem, staví mu sochy na jeho památku a bojuje za udržení jeho památky. Jeho smrt lze vyložit proustovským mýtem o vězni lásky, který se svým činem navždycky připoutal ke svému partnerovi, nebo jako rituální sebeobětování pro záchranu svého partnera před pohromou.
Obyvatelé Jeruzaléma zpochybňují Hadriánovy pravdy, nectí Antinoův kult, jeho smrt berou jako císařovu osobní tragédii. Válku s Izraelem jako danou formulaci lze proto číst jako císařovo období pochybností o sobě samém. Nikdy nepřiznal, že hněv vůči Jeruzalému pramení z osobních důvodů, ale text nabízí mnoho vodítek. I když se sešel s rabíny, nechal si vyložit Starý zákon a vyslechl veškeré argumenty židovského náboženství, vyhnal Židy z Jeruzaléma do Palestiny a přejmenoval danou provincii Judea.
Do konce svého života císař cítí vinu, ze vzteku oslepí úředníka, poté dotykem navrací zrak staré ženě, až v okamžiku, kdy dostane dopis od Arriena, který mu vyložil alternativní (mytologický) konec, císař dojde k útěše a uspokojení. Tato trojice přináší vnější interpretaci a pochopení, kterého sám člověk není schopen.